# یوری کاور
یوری کاور (استونیایی: Jüri Kaver؛ زادهٔ ۲۷ فوریهٔ ۱۹۷۴) سیاستمدار و نماینده سابق مجلس اهل استونی است.